# 피터 리빙스턴 (1766년)
피터 로버트 리빙스턴(Peter Robert Livingston, 1766년 10월 3일, 영국령 아메리카 뉴욕 식민지 라인벡 ~ 1810년 8월 8일, 뉴욕주 라인벡)은 미국의 정치인으로 뉴욕주 부지사 권한대행이다.

## 경력
- 1815.07 ~ 1822.12 제39·40·41·42·43·44·45대 미국 뉴욕 상원의원
- 1823.01 ~ 1823.12 제46대 미국 뉴욕 제2구 하원의원
- 1823.01 ~ 1823.12 뉴욕 하원의장
- 1826.01 ~ 1829.12 제49·50·51·52대 미국 뉴욕주 제2구 상원의원
- 1828.02 ~ 1828.10 뉴욕 부지사 권한대행